# Місато (Міядзакі)

32°26′25″ пн. ш. 131°25′24″ сх. д. / 32.44028° пн. ш. 131.42333° сх. д.
Місато (яп. 美郷町) — містечко в Японії, в повіті Хіґасіусукі префектури Міядзакі.